# Campionato palestinese di calcio
Nello Stato di Palestina si disputano due distinti campionati di calcio, ambedue organizzati dalla PFA:
- Campionato di calcio della Cisgiordania
- Campionato di calcio della striscia di Gaza